# Шри Анандамайи Ма
Шри Анандамайи Ма (бенг. শ্রী আনন্দময়ী মা; 30 апреля 1896 — 27 августа 1982) — индийская религиозная деятельница. По представлениям её почитателей-индуистов, воплотившаяся в виде человека «Богиня» или «Бог, будь это Бхагаван, Брахман или Деви».

## Биография
Анандамайи Ма (Нирмала Сундари) родилась 30 апреля 1896 года в деревне Кхеора, район Брахмабарья, Британская Индия, теперь Бангладеш. Её отец Бипинбихари Бхаттачарья — был вишнуистским певцом, известным своей преданностью божественной благодати. Они жили в бедности. Нирмала училась в сельской школе приблизительно 2 года. Однако даже за такой короткий промежуток времени она очаровала учителей остротой своего ума. В 1908 году в возрасте двенадцати лет в соответствии с сельской традицией того времени её выдали замуж за Рамани Мохан Чакрабарти, которому позже она дала имя Бхоланатх. Следующие пять лет после свадьбы она прожила в доме её брата, где она почти все время находилась в медитативном состоянии. Именно здесь, сосед по имени Харакумар, которого все считали сумасшедшим, начал поклоняться ей и днем и вечером, и обращался к ней как «Ма». Когда Нирмале исполнилось семнадцать лет, она стала жить с мужем в Аштаграме. В 1918 г. она переехала в Баджтпур, где она оставалась до 1924 г.

## В Дакке
В 1924 году Нирмала вместе с мужем переехали в Шахбаг, где мужа назначили смотрителем садов Наваба в Дакке. Нирмала продолжала выполнять домашние обязанности, а также продолжала практиковать молчание и находилась в состоянии экстаза большую часть времени. Эти состояния стали ей мешать в повседневной работе. В 1926 году она основала храм Кали в области Сидхешвари и посвятила себя духовной практике. В один из дней во время молитвы она пережила мистические состояния, в течение длительного времени произвольно исполняла трудные йогические асаны, тантрические жесты и позиции рук.
Все больше и больше людей начали обращать внимания на то, что они видели — живое воплощение божественного. Джйотиш Чандра Рой, известный как «Бхаиджи», был одним из первых её близких учеников. Он был первым, кто предложил назвать Нирмалу Анандамайи Ма, что означает «Мать проникнутая Радостью», или «Мать проникнутая Блаженством». Именно он был главным ответственным за постройку первого ашрама для Анандамайи Ма в 1929 году в Рамне на участке Рамна Кали Мандир.

## В Дехрадуне

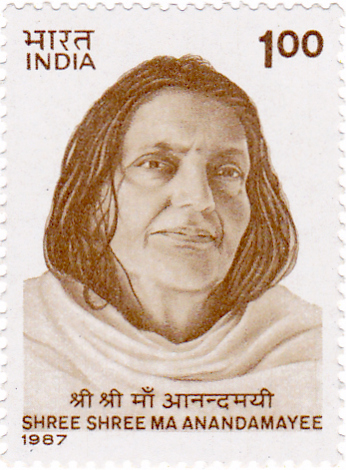
Шри Анандамайи Ма на почтовой марке Индии. 1987 г.

В 1932 году Анандамайи Ма вместе с мужем переехали в Дехрадун. С этого времени вплоть до своей смерти в 1982 году она путешествовала по субконтиненту, никогда не останавливалась на одном и том же месте больше чем на две недели.

## Смерть
27 августа 1982 года Анандамайи Ма умерла в городе Дехрадун. На её похороны приехало множество людей со всего мира. На них присутствовала и Индира Ганди. На месте захоронения тела Анандамайи был возведен храм из белого мрамора. Сейчас это место является священным.

## Автобиография йога
Шри Анандамайи Ма посвящена глава «Автобиографии йога», автор — Парамаханса Йогананда.

## Религиозная деятельность
Почитатели видели в Анандамайи свою богиню, бога или дорогую им личность. При этом, согласно их утверждению, её голос, вид и поведение уподоблялся любимому образу человека. По словам пандита Гопинатха Кавираджа, «она с рождения осознавала, кем всегда была и будет», и это выделяет её среди большинства «мистиков мира».
Анандамайи утверждала, что родилась в ответ на желания людей — для их «духовного подъёма». Не имела «прарабдха-кармы» (последствий действия в прошлых рождениях, которые созрели в этой жизни): «ни желания, ни намерения, ни определённой цели», но руководствовалась «кхеялой» («спонтанной божественной волей»).
В зрелом возрасте сыграла в садхану (духовную практику). По её словам, прошла «через все различные виды практик, о которых упоминали мудрецы древних времен». При этом была гуру (духовным учителем) и шишьей (учеником), иштадеватой (почитаемым божеством) и бхактой (поклонником). Мурти (формы) богов и богинь выходили из её тела, и после почитания сливались с ним. По утверждению Анандамайи, её лила-садхана (игра в духовную практику), была предназначена не для неё, а для блага садхаков (духовных практиков).
Со временем вокруг неё образовались толпы почитателей. Они утверждали, что «её взгляд был полон сострадания» и преобразующей силы. «Само её присутствие очищало ум» от пороков. Индира Ганди, премьер-министр Индии, писала: «один Её взгляд разрешал бесчисленные проблемы». По словам почитателей, Анандамайи утешала тех, кто потерял близких, исцеляла больных, спасала тех, кто попал в автомобильную аварию, и даровала недвойственный опыт: «Ма и я — одно».
Окончательным решением проблем Анандамайи считала Самопознание или Богопостижение. Согласно её учению, «печаль приходит от чувства „я“ и „моё“», «вследствие обособления от Бога». Пока человек будет «отождествлять себя с телом, будет испытываться боль». Она призывала почитателей возвратиться «к своей истинной природе». По её словам, «там нет места противоположностям — радости и боли», но «есть лишь Блаженство». «Когда вы пребываете с Ним (Богом), исчезает всякая боль».
Посетители спрашивали Анандамайи, почему мы были отделены от Бога и почему существует этот мир. Она отвечала: «…Этот приход и уход есть Его сущностная природа… Он Сам играет с Собой, всё есть Он и только Он». По учению Анандамайи, «Шива (Бог)… превратился в дживы (души)…, и каждое создание должно снова преобразиться в Шиву. Точно как вода превращается в лёд, и лёд переходит в воду, так эта игра превращения Шивы в дживу и дживы — в Шиву продолжается вечно».
Её почитатели говорят: «не было пути садханы (духовной практики), который она бы не знала, и она давала советы каждому по тому пути, который больше всего подходил ему». Но в сборниках своих учений Анандамайи даёт наставления по нама-джапе (повторению имени Бога), служению и самоисследованию. При этом она считала, что «также как одна и та же личность является отцом, сыном и мужем — и никто из них не меньше другого — так пути знания, преданности и действия все ведут к Единому».
Гопинатх Кавирадж утверждает, что Анандамайи не раздумывая давала ответы на самые трудные вопросы посетителей. При этом относилась к людям одинаково, независимо от их национальности, социального положения или вероисповедания. Почитатели-мусульмане говорят: «Хотя Ма родилась в индуистской семье, тем не менее Она также Ма мусульман. Она наша Ма». Однажды южноиндийская христианка спросила: «Правда ли, что христиан не очень любят в ашрамах Матаджи»? Анандамайи ответила: «Под каким бы именем кто-либо ни искал Бога, это маленькое дитя сердечно принимает его». Согласно учению Анандамайи: «Все имена есть Божьи имена, и тем не менее Он безымянен и бесформенен. Обнаружьте Его в любой отдельной форме и вы, в конечном счёте, увидите, что все формы являются выражениями Единого».
Анандамайи часто говорила о себе как об «этой маленькой девочке», или просто «этом теле», и подписывалась точкой, утверждая, что «в этом содержится всё». Когда её спрашивали, кто она на самом деле, она говорила: «Я та, кем вы меня считаете, не больше и не меньше». Во время «лилы-садханы» (игры в духовную практику), она ответила: «Пурна Брахма Нараяна» (Абсолютное Бытие с качествами, без них и запредельное им). Когда спрашивающие продолжали задавать тот же вопрос, она произнесла: «Махадева, Махадеви, Нараяна, Нараяни». В другой раз она отождествила себя с существом, которое, по представлениям верующих, заботится о вселенной и удовлетворяет потребности различных душ. Однажды в ответ на слова почитателя, что ему скучно слушать множество людей с их домашними беспокойствами, Анандамайи заявила, что рассматривает людей как частицы своего тела, поэтому не считает толпы посетителей с их проблемами обременяющими её.
В 1944 году Прабху Даттаджи Махарадж пригласил Анандамайи «присоединиться к их совету садху в Джунси… Главы других монашеских орденов признали в ней квинтэссенцию традиции упанишад и приняли её слово как саму шастру». В январе 1982 года на Кумбха Меле в Хардваре собравшиеся садху избрали Анандамайи своим иштадеватой (любимым божеством).
Свами Шивананда, основатель Общества божественной жизни, называл Анандамайи «самым чистым цветком, который когда-либо рождала почва Индии». Парамаханса Йогананда, автор «Автобиографии йога», считал Анандамайи «возвышенной святой». Битхика Мукерджи — почетный профессор философии в Бенаресском индуистском университете. По её мнению, те, кто ставил Анандамайи в ряд с «женщинами-святыми», «явно не понимали, кто такая Ма». «Ма не была ни женщиной, ни святой».
Гопинатх Кавирадж получил «почётный титул „махамахопадхьяи“ (Величайшего Учителя, или „великого учителя великих“)». Его попросили «написать несколько строк в качестве оценки Матери». Он ответил: «Я просто отмечаю свою некомпетентность… описать словами верный образ Матери, изобразив Её не только такой, какова Она на самом деле в Себе, но даже такой, какой Она показалась мне». «Среди хорошо известных мистиков мира мы редко находим кого-либо, в ком мы не наблюдаем период мрака и субъективных мук, предшествующих нисхождению Света. Мать не переживала опыта тьмы в Своей жизни, ни души, ни духа; не переживала Она и нисхождение Света, кроме как в виде игры». По словам индолога Клауса Клостермайера, «Гопинатх Кавирадж… называл её Адья Шакти — Первозданной Силой».